# Tantilla oaxacae
Tantilla oaxacae (оахакська багатоніжкова змія) — вид змій родини полозових (Colubridae). Ендемік Мексики.

## Поширення і екологія
Оахакські багатоніжкові змії мешкають на тихоокеанських схилах в штаті Оахака на півдні Мексики. Вони живуть в субтропічних вологих лісах та у вологих і сухих гірських тропічних лісах, на висоті від 2250 до 2286 м над рівнем моря.